# فورست (میسیسیپی)
فورست (به انگلیسی: Forest) شهری در ایالت میسیسیپی کشور ایالات متحده آمریکا است که جمعیت آن در سرشماری سال ۲۰۱۰ میلادی، ۵٬۶۸۴
نفر بوده‌است.